# Tricheilostoma jani
Tricheilostoma jani là một loài rắn trong họ Leptotyphlopidae. Loài này được Pinto & Fernandes mô tả khoa học đầu tiên năm 2012.